# Музей Франца Кафки
Музей Франца Кафки — музей, посвящённый жизни и деятельности Франца Кафки. Находится в Праге, на Малой Стране, слева от Карлова моста.
Экспозиция музея включает все первые издания книг Кафки, его переписку, дневники, рукописи, фотографии и рисунки. В книжном магазине музея посетители могут купить любое произведение Кафки.
Постоянная экспозиция музея состоит из двух частей — «Экзистенциальное пространство» и «Воображаемая топография».